# Neapolis mantra
Neapolis mantra è un album di Enzo Gragnaniello, pubblicato nel 1998. Il regista e coreografo italo-africano Mvula Sungani nel 2019 ha trasformato Neapolis Mantra in uno spettacolo multidisciplinare, che vedeva in scena l'étolile Emanuela Bianchini, la Mvula Sungani Physical Dance e lo stesso Enzo Graganiello con la sua band.

## Tracce
1. L'alba – 2:23
2. Spiriti vaganti – 7:08
3. Il giardino di Nunzia – 5:13
4. Il canto del folle – 6:29
5. Il viaggio del sole – 6:14
6. Il canto I° – 1:33
7. Notturni pensieri – 5:16
8. La città delle razze – 5:56
9. Heraklion – 4:51
10. Shamballa – 5:14
11. Terra e vento – 4:20
12. Il canto II° – 13:20
13. Il viaggio del sole - remix – 7:42